# Villaurbana
Villaurbana (Biddobràna in sardo) è un comune italiano di 1 449 abitanti della provincia di Oristano in Sardegna, situata al confine tra le subregioni storiche del Campidano di Oristano e della Marmilla.

## Geografia fisica

### Territorio
Monte Arci è il monte principale del paese che è situato a est di Oristano da cui dista 20 km.

## Origini del nome
Il nome del paese deriva dal latino Villa Urbis, ossia "villa della città".

## Storia
La zona dove sorge Villaurbana fu abitata in epoca nuragica e poi in quella romana. Lo dimostra una strada nelle campagne al confine con Usellus e Mogorella.
Nell'XI secolo faceva parte del Giudicato di Arborea, nella curatoria del Campidano di Simaxis. Di Villaurbana si ha notizia certa nella seconda metà del secolo XIV quando Eleonora d'Arborea concluse la pace con il re d'Aragona (1395) e fu tra i paesi che elessero coloro che dovevano «giurare la pace e sottoscrivere il trattato».
Villaurbana fu soggetta alle vicende di Oristano. Quando nel 1410 il Giudicato di Arborea perse la propria indipendenza, il re d'Aragona istituì il marchesato di Oristano per Leonardo Cubello; i Cubello si estinsero nel 1470 con Salvatore, che lasciò erede il nipote Leonardo Alagon; essendosi questo ribellato, il re d'Aragona (Giovanni II) glielo confiscò nel 1477.
Da quel momento il territorio del marchesato (e quindi anche Villaurbana) appartenne alla Corona, e nel 1493 (Ferdinando II il Cattolico) assunse per sé anche il titolo di marchese di Oristano e conte del Goceano.
Sotto gli aragonesi il paese di Villaurbana fece parte dei feudi della famiglia Carroz.
Nel 1720 la Sardegna fu assegnata con titolo regale ai Savoia.
Nel 1767 re Carlo Emanuele III incluse Villaurbana nel marchesato di Arçais per i Flores Nurra, ai quale rimase fino all'abolizione dei feudi (1839), quando fu a loro riscattato per divenire un comune amministrato da un sindaco e da un consiglio comunale.
Nel 1854 Villaurbana era costituita da 1 010 abitanti «pressoché tutti agricoltori e pastori» (Casalis).

### Simboli
Lo stemma e il gonfalone del comune sono stati concessi con Decreto del Presidente della Repubblica del 28 luglio 2005.
Vi sono raffigurati un mazzo di sette spighe di grano e un albero di ulivo a testimonianza del rapporto del paese con la terra e dei suoi prodotti: il pane e l'olio. Nella parte inferiore la stilizzazione del cavaliere san Crispo, venerato dalla comunità, e simbolo del rio San Crispo che attraversa il territorio comunale.
Il gonfalone è un drappo di giallo.

## Monumenti e luoghi d'interesse
Particolare importanza rivestono i complessi nuragici e le tombe dei giganti.
Nel territorio di Villaurbana sono presenti quaranta nuraghi e alcune tombe dei giganti tra i quali:
- tombe dei giganti di Craddaxius
- nuraghe Bau Mendula
- nuraghe Bidella
- nuraghe Bincia Beccias
- nuraghe Caba'e Scolu
- nuraghe Caba Forru
- nuraghe Conca Spibidda
- nuraghe Crabas
- nuraghe Craddaxius
- nuraghi Cuccuru Petrosu I, II o Su Cai e III
- nuraghi Florissa e Florissa II
- nuraghe is Procibis
- nuraghe Melas
- nuraghe Minda Jara
- nuraghe Modo
- nuraghi Nuraxeddu I, II, III e IV
- nuraghe Paiulu
- nuraghe Paui Quau
- nuraghe Peddizzi
- nuraghe Pedru Proccu
- nuraghe Perdu Ennas
- nuraghe Pitzu Cau o Pranixeddu
- nuraghe Pra Mesa
- nuraghe Pranu Terra
- nuraghe Pra Pinna
- nuraghe Prazza Prospora
- nuraghe s'Acqua Bella
- nuraghe sa Mitza
- nuraghe San Giovanni
- nuraghe Santu Martinu
- nuraghe Sedda Scala
- nuraghe Solamardini
- nuraghe Tanusara
- nuraghe Turriu
- nuraghe Vittus

Tra i luoghi di culto si segnalano:
- la chiesa di Santa Margherita
- la chiesa di San Crispo

## Società

### Evoluzione demografica
Abitanti censiti

### Lingue e dialetti
La variante del sardo parlata a Villaurbana è il campidanese occidentale

## Amministrazione
| Periodo         | Periodo         | Primo cittadino       | Partito                              | Carica  | Note   |
| --------------- | --------------- | --------------------- | ------------------------------------ | ------- | ------ |
| 6 giugno 1993   | 27 aprile 1997  | Felice Lai            | lista civica                         | Sindaco | [ 6 ]  |
| 27 aprile 1997  | 13 maggio 2001  | Antonella Maria Serra | liste civiche di centro-sinistra     | Sindaco | [ 7 ]  |
| 13 maggio 2001  | 28 maggio 2006  | Antonello Garau       | lista civica                         | Sindaco | [ 8 ]  |
| 28 maggio 2006  | 15 maggio 2011  | Luca Casula           | lista civica "Insieme"               | Sindaco | [ 9 ]  |
| 15 maggio 2011  | 5 giugno 2016   | Antonello Garau       | lista civica "Villaurbana nel Cuore" | Sindaco | [ 10 ] |
| 5 giugno 2016   | 11 ottobre 2021 | Paolo Pireddu         | lista civica "Villaurbana Possibile" | Sindaco | [ 11 ] |
| 11 ottobre 2021 | in carica       | Paolo Pireddu         | lista civica "Villaurbana futura"    | Sindaco | [ 12 ] |